# Херувизм
Херуви́зм (от ивр. כְּרֻבִים‎, круви́м или керуви́м, «херувим», упоминаемое в Библии крылатое небесное существо), семейно-наследственная фиброзная остеодисплазия — редкое генетическое заболевание, вызывающее дефект нижней части лица в виде симметричного утолщения нижней челюсти или обеих челюстей.

## История
Заболевание впервые было описано в 1933 В. А. Джонсом в Кингстон. В 1938 Джонс назвал болезнь «херувизм», так как лица больных напоминают херувимов на картинах эпохи Возрождения. Однако, это название не совсем корректно и вероятно, херувимы в данном контексте были смешаны с путто. Позже был открыт аутосомно-доминантный тип наследования.

## Эпидемиология
Херувизм — малораспространённое заболевание. По состоянию на 2000 год описано 200 больных, на 2007 — 250.

## Этиология
Херувизм — заболевание с аутосомно-доминантным типом наследования. В 80% случаев при данном заболевании обнаруживают мутацию в гене SH3BP2. В остальных 20% мутация происходит в неустановленном гене.

## Патогенез. Патанатомия
Патологическая активность гена SH3BP2 влияет на иммунную систему, вызывая её гиперчувствительность, и остеокласты. В результате возникает воспаление, в первую очередь — нижней челюсти (хотя в процесс может вовлекаться и верхняя). Воспаление активирует остеокласты, которые, в свою очередь, разрушают кость. В комбинации с воспалением это ведёт к образованию кист и увеличению челюсти.
Изменения при херувизме не являются новообразованием, так как в отличие от гигантоклеточной опухоли отсутствует гиперплазия остеокластов и остеобластов. Гистологическим методом обнаруживают большое количество клеточно-волокнистой фиброзной соединительной ткани с узелками из скоплений остеокластов с округло-овальными мономорфными ядрами.

## Клиническая картина
Начало патологического процесса при херувизме, вероятно, относится к эмбриональному периоду. Заболевание обнаруживают в первые годы жизни, как правило, до 5—7 лет с возникновением симметричного поражение углов и ветвей нижней челюсти (иногда поражается и верхняя челюсть). Макроскопически можно обнаружить бугристости и безболезненные образования. При наступлением половой зрелости процесс протекает менее активно и заканчивается после 40 лет.

## Диагностика
Основные методы:
1. Общеклинические методы (сбор анамнеза и жалоб, визуальное исследование, пальпация органов полости рта и челюстно-лицевой области, внешний осмотр челюстно-лицевой области);
2. Методы исследования, применяемые в стоматологии (определение степени открывания рта и ограничения подвижности нижней челюсти, осмотр полости рта с помощью дополнительных инструментов);
3. Инструментальная диагностика (термометрия, электроодонтометрия, рентгенография (прицельная внутриротовая контактная и нижней челюсти в боковой проекции), ортопантомография, МРТ);
4. Медико-генетическая консультация;
5. Патологоанатомические методы.

### Рентгенологическая картина
Рентгенологическим методом при херувизме можно установить близкое к симметричному двустороннее вздутие тела и углов нижней челюсти, неравномерное истончение кортикального слоя, множественные очаги разрушения костной ткани в форме кист разных размеров. На верхней челюсти может возникать вздутие в переднем отделе с аналогичной структурой. На боковых участках верхней и нижней челюсти зоны деструкции  всегда разграничены участком неизменённой кости.

### Дифференциальный диагноз
Херувизм необходимо отличать от онкологических заболеваний челюстно-лицевой области:
1. Гигантоклеточной опухоли;
2. Амелобластомы[2].

Как синдром херувизм может присутствовать при ряде других генетических заболеваний: синдроме Нунан и синдроме Мартина — Белл.

## Лечение
Лечение херувизма хирургическое. Как правило, операцию осуществляют детям в возрасте от 5 до 15 лет. Техника проведения хирургического вмешательства выбирается индивидуально в зависимости от степени тяжести и течения болезни. Также больным осуществляется ортодонтическое лечение. При поражении верхней челюсти возможно вовлечение в патологический процесс  орбиты, в результате чего возникает диплопия, которая требует консультации и лечения у офтальмолога.

## Профилактика
Специфической профилактики херувизма не существует. Применяются стандартные методы медицинского генетического консультирования.

## Прогноз
Прогноз для жизни и трудоспособности благоприятный, возможна полная коррекция симптомов хирургическим путём.